# Antonio Milani
Antonio Milani (Lodi, 20 novembre 1895 – Verona, 16 marzo 1982) è stato un militare e marinaio italiano, decorato di medaglia d'oro al valor militare a vivente nel corso della prima guerra mondiale.

## Biografia

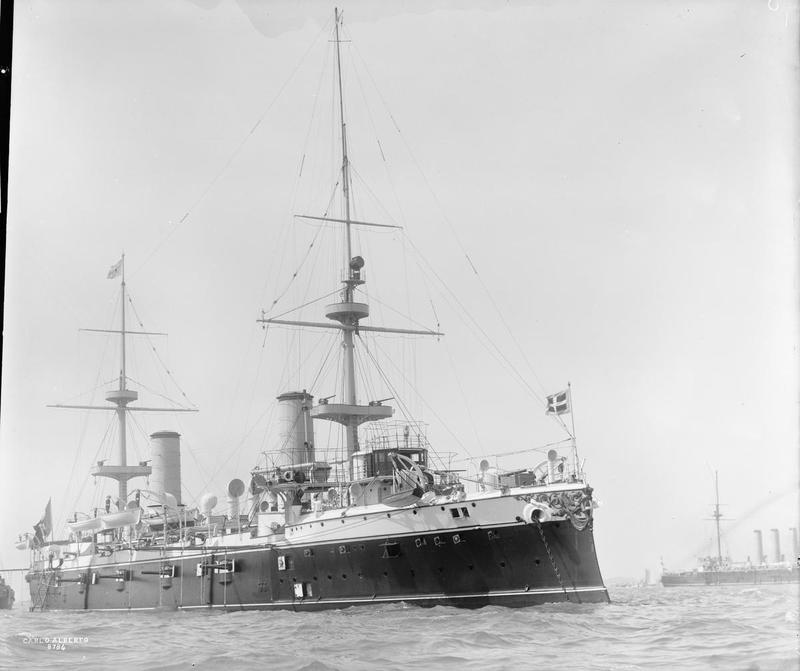
L'incrociatore corazzato Carlo Alberto.

Nacque a Lodi (provincia di Milano) il 20 novembre 1895, figlio di Erminio e di Anna Rancati. Arruolatosi volontario nella Regia Marina all'età di diciassette anni, nel Corpo degli equipaggi militari marittimi (CEMM) come specialista, fu nominato allievo torpediniere silurista presso l'arsenale di La Spezia, nel maggio 1913 prendendo imbarco sull'esploratore Marsala. Nell'agosto 1914, con la nomina a torpediniere silurista, fu trasferito sull'incrociatore corazzato Carlo Alberto e dal 24 maggio 1915 partecipò alle operazioni belliche nel corso della prima guerra mondiale. Trasferito a domanda nella squadriglia Motoscafo Armato Silurante (M.A.S.) prese parte a numerose missioni in Alto Adriatico fra le quali quella del forzamento del Canale di Fasana in Alto Adriatico, condotta dal comandante Ildebrando Goiran, nella notte sul 2 dicembre 1916, per la quale fu promosso sottocapo torpediniere silurista per merito di guerra e decorato con la medaglia d'argento al valor militare. Si offrì nuovamente volontario per passare ai mezzi d'assalto e far parte dell’equipaggio del motoscafo Grillo che, agli ordini del comandante Mario Pellegrini nella notte del 14 maggio 1918 forzò le difese della base navale di Pola nel tentativo di affondare unità navali nemiche alla fonda. Il motoscafo venne scoperto mentre superava il primo sbarramento e sottoposto ad intenso fuoco di artiglieria da terra e dalle navi, riuscì comunque a raggiungere il quarto sbarramento. Attaccato da vicino da una motovedetta e nell'impossibilità di proseguire per lanciare i siluri, il Grillo fu fatto affondare dal comandante e l'equipaggio, raccolto in mare, fu fatto prigioniero di guerra.
Rimpatriato il 27 novembre 1918, dopo la firma dell'armistizio di Villa Giusti, egli venne promosso capo torpediniere silurista di 2ª classe per merito di guerra e decorato di medaglia d'oro al valor militare a vivente con "motu proprio" del re Vittorio Emanuele III, mentre il governo francese gli conferì la Croix de guerre 1914-1918.
Posto in congedo il 24 aprile 1924 col grado di capo silurista di prima classe, con l'approssimarsi della guerra d'Etiopia venne richiamato in servizio attivo nel luglio 1935, destinato alla 7ª Squadriglia M.A.S.; nell'aprile 1939 fu imbarcato sull'incrociatore leggero Giuseppe Garibaldi, partecipò alle operazioni belliche nel corso della seconda guerra mondiale e nel novembre 1941 fu promosso sottotenente del CEMM. Con la promozione a tenente nel luglio 1943, venne trasferito alle Scuole Addestramento M.A.S. di Pola. Posto in congedo  nel giugno 1945, fu promosso capitano del CEMM nella riserva dall’ottobre 1951. Si spense a Verona il 16 marzo 1982.